# Topli Dol
Topli Dol (cyr. Топли Дол) – wieś w Serbii, w okręgu pczyńskim, w gminie Surdulica. W 2011 roku liczyła 58 mieszkańców.